# Music to Moog By
Music to Moog By è un album in studio del compositore Gershon Kingsley pubblicato nel 1969. Questa pubblicazione contiene la versione originaria del brano Popcorn.

## Tracce
Tutti i brani sono stati arrangiati da Gershon Kingsley.
Lato A
1. Hey, Hey – 2:10 (Kingsley e Janice Davis)
2. Scarborough Fair (brano musicale) – 2:45 (tradizionale)
3. For Alisse Beethoven – 2:17 (Kingsley)
4. Sheila – 2:33 (Kingsley)
5. Popcorn – 2:20 (Kingsley)
6. Twinkle, Twinkle – 2:05 (Kingsley e Davis)

Durata totale: 14:10
Lato B
1. Nowhere Man – 2:56 (John Lennon e Paul McCartney)
2. Sunset Sound – 2:36 (Kingsley)
3. Trumansburg Whistle – 2:55 (Kingsley)
4. Paperback Writer – 2:49 (John Lennon e Paul McCartney)

Durata totale: 11:16